# Помецана (Лука)
Помецана је насеље у Италији у округу Лука, региону Тоскана.
Према процени из 2011. у насељу је живело 223 становника. Насеље се налази на надморској висини од 608 м.